# 法尔吉埃站

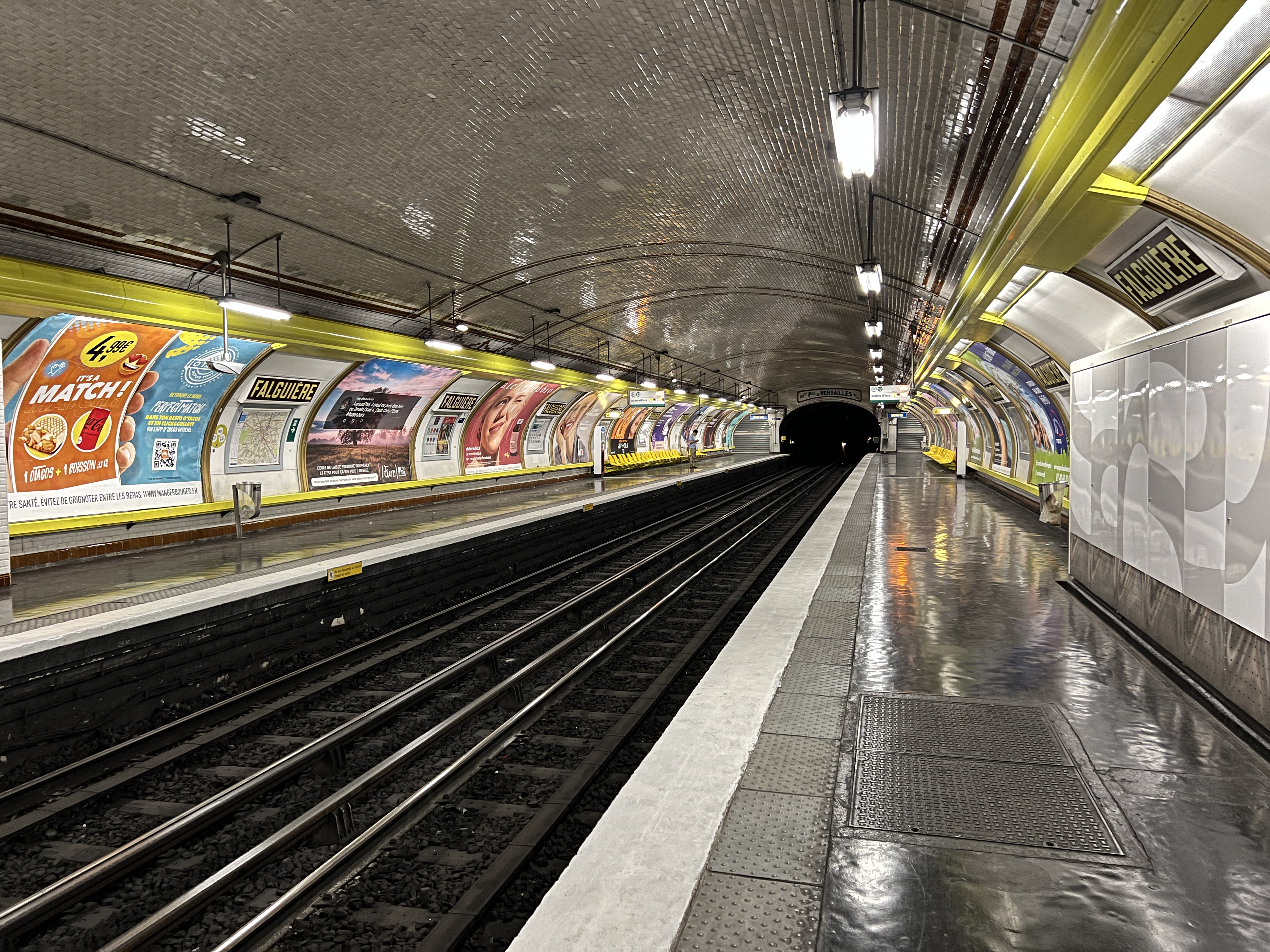
月台（2022年7月）

法尔吉埃站（法語：Falguière）是巴黎地鐵12號線的一個車站，位於巴黎十五區。法居耶站開通於1910年11月5日，最初是南北高速A線的車站。1931年3月27日改為巴黎地鐵12號線的車站。車站的名稱來自於纪念法国画家、雕塑家亚历山大·法尔吉埃的法尔吉埃路。

## 車站結構
| 街道層     |                    |                                         |
| B1         | 夾層               |                                         |
| 12號線月台 | 側式月台，右側開門 | 側式月台，右側開門                      |
| 12號線月台 | 南行               | 往伊西市政府（巴斯德）                  |
| 12號線月台 | 北行               | 往欧贝维利耶市政府（蒙帕纳斯-比安弗尼） |
| 12號線月台 | 側式月台，右側開門 |                                         |